# Ry Tanindrazanay malala ô!
Ry Tanindrazanay malala ô! (em português:  Ó nossa pátria amada!) é o hino nacional de Madagáscar. Foi escrito pelo sacerdote Pasteur Rahajason e composto pelo professor de música Norbert Raharisoa. Foi adotado em 21 de outubro de 1958 e apresentado ao público logo após o país adquirir maior autonomia política da França. Quando Madagáscar se tornou independente, em 26 de junho de 1960, o hino foi oficializado.